# Herminia balatonalis
Herminia balatonalis là một loài bướm đêm trong họ Noctuidae.